# Az ezredes
Az ezredes è un film muto del 1917 diretto da Mihály Kertész. Il regista, emigrato in seguito negli Stati Uniti, assunse il nome americanizzato di Michael Curtiz. Tra gli interpreti, un attore dal nome Arisztid Olt, qui al suo esordio cinematografico: emigrato pure lui negli USA, a Hollywood prese il nome d'arte di Bela Lugosi.

## Produzione
Il film fu prodotto dalla Starfilm.